# Andrés Jaque

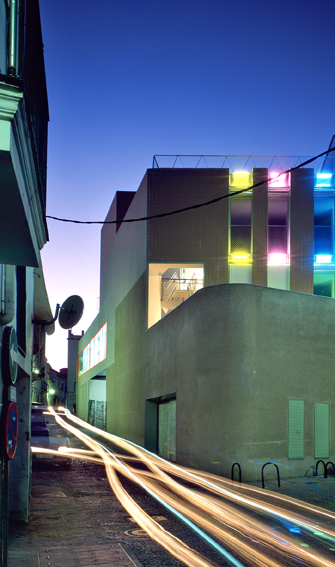
Casa Sacerdotal, Plasencia. 2004

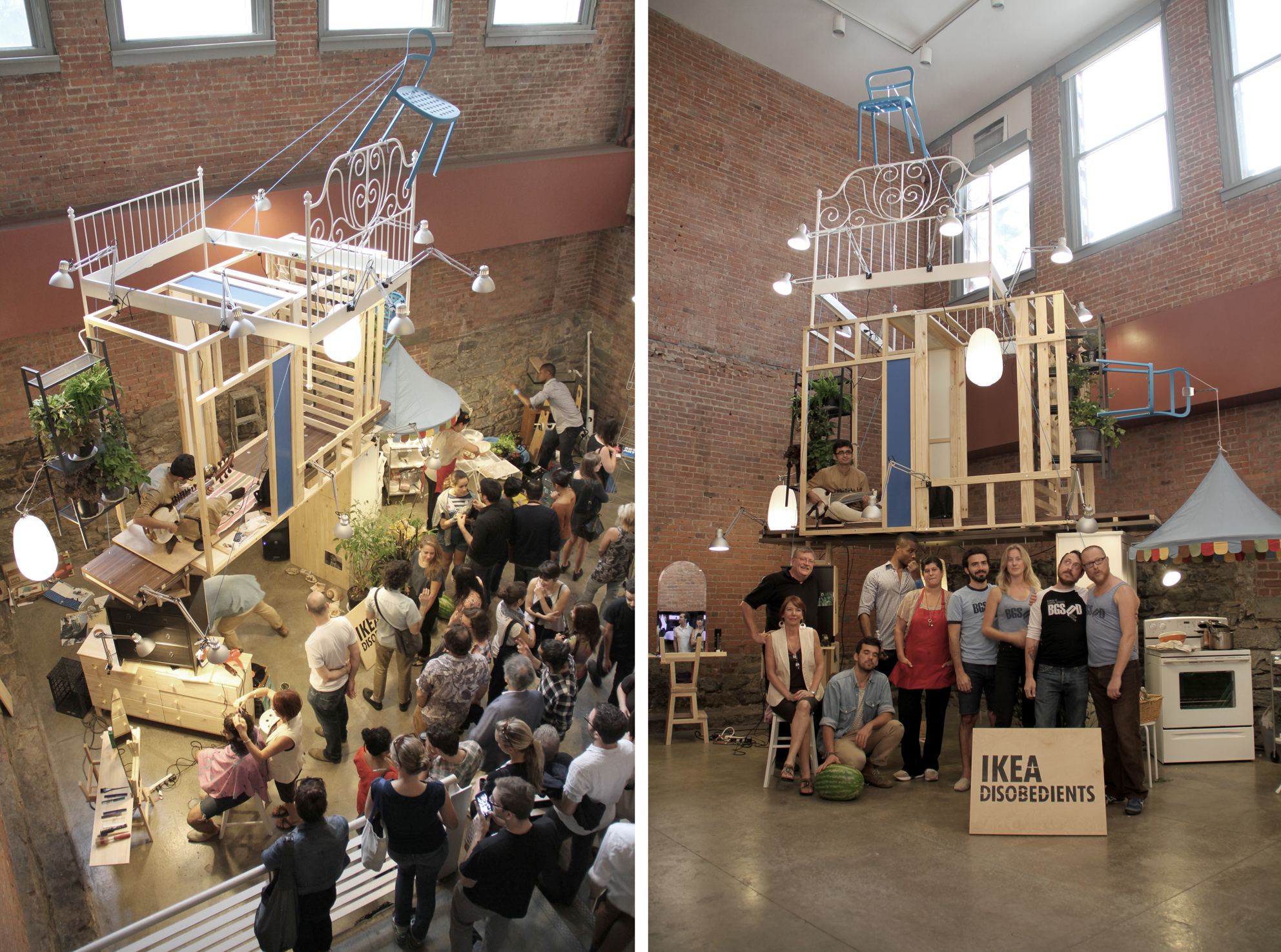
'IKEA Disobedients'. Archivo, instalación y performance sobre urbanismos domésticos no familiares. MoMA Collection. 2012.

Andrés Jaque (Madrid, 1971) es un arquitecto y comisario español. Desde 2022 es el Decano de Columbia Graduate School of Architecture, Planning and Preservation.

## Biografía
En 1998 se titula como arquitecto por la Escuela Técnica Superior de Arquitectura de Madrid, año en que recibió el Tessenow Stipendiat de la Alfred Toepfer Stiftung FVS, que le llevó a residir hasta el 2000 en Berlín y Dresde, como investigador residente de la fundación. Doctor por la ETSAM desde 2016, en el año 2000 fundará el estudio Andrés Jaque Arquitectos y en 2003 la agencia multidisciplinar Office for Political Innovation. En la actualidad es Decano del GSAPP en Columbia University y profesor invitado de Princeton University. Ha sido profesor invitado y conferenciante en un gran número de centros como el Massachusetts Institute of Technology, el Berlage Institute, Eidgenössische Technische Hochschule Zürich, Architectural Association, Bezalel Academy (Tel Aviv), Universidad Javeriana de Bogotá, el Instituto Politecnico di Milano o la Universidad de Alicante, entre otros muchos foros académicos. Su obra Casa Sacerdotal Diocesana de Plasencia, en el casco histórico de la ciudad de Plasencia (Cáceres), cuenta con el Premio Dionisio Hernández Gil y forma parte de la selección de la Bienal de Arquitectura Española 2004. El sistema de mini viviendas Tupperhome, 2007, es el proyecto más pequeño que ha llegado a ser finalista del European Union Prize for Contemporary Architecture Mies van der Rohe Award y es finalista y forma parte de la selección de la X Bienal Española de Arquitectura y Urbanismo.
En 2005 desarrolló las 12 Acciones para transparentar la Cidade da Cultura de Galicia. Un proyecto en el que, por mediación de códigos de colores y eventos festivos, se hacían comprensibles para el público general, los contratos públicos que incluían las obras del proyecto de la Cidade da Cultura diseñado para la ciudad de Santiago de Compostela (Galicia) por el arquitecto estadounidense Peter Eisenman. Una experiencia que el sociólogo francés Bruno Latour describió como «una bella mezcla de arte, política y construcción».
En el 2003 creó junto a un pequeño grupo de arquitectos, diseñadores, periodistas, sociólogos y economistas, la Oficina de Innovación Política. Una plataforma de pensamiento que reivindica la dimensión política de la arquitectura. 
Vive y trabaja entre Nueva York y Madrid, donde se encuentran las sedes de su agencia arquitectónica, Office for Political Innovation, una agencia interdisciplinar que trabaja en la intersección del diseño, la investigación y el activismo ecológico. En 2016, recibió el décimo Frederick Kiesler Prize for Architecture and the Arts. En 2014, ganó el León de Plata al mejor proyecto de la 14 Bienal de Venecia. Su trabajo entiende la arquitectura como una práctica cosmopolítica.
Su trabajo forma parte de las colecciones del Museo de Arte Moderno de Nueva York, dónde en 2012 su obra 'IKEA Disobedients' fue adquirida y expuesta por el Museo de Arte Moderno de Nueva York MoMA como la primera performance arquitectónica de su colección, del Art Institute of Chicago que adquirió e incorporó a su colección y exposición permanente la obra "PHANTOM. Mies as Rendered Society" en 2019; entre otras muchas colecciones y museos alrededor del mundo.
Su obra construida ha sido expuesta en la Bienal de Venecia, en la Bienal de Gwangju 2011, en el Schweizerisches Architekturmuseum de Basilea, en la Cité de l'Architecture et du Patrimoine de París o el Mak de Viena, 2013, Princeton University, ZKM en Karlsruhe. En 2008 crea junto con Ariadna Cantís la plataforma PIENSAMADRID, dentro de la programación de La Casa Encendida en Madrid.
En 2016 la Ciudad de Viena anunció la concesión a Andrés Jaque del décimo Frederick Kiesler Prize, el premio más importante del mundo dedicado a distinguir trayectorias desarrolladas en los límites entre el arte y la arquitectura.    
En 2014 recibió el León de Plata al Mejor Proyecto de la 14 Bienal de Venecia dirigida por Rem Koolhaas. En el año 2015 ganó el prestigioso concurso Young Architects Program del MoMA PS1 en Nueva York con su pabellón Cosmo. 
Andrés Jaque ha sido co-comisario de la bienal de arte Manifesta 12 en Palermo y desde 2022 es el director del Advanced Architectural Design Program de Columbia University en Nueva York. En 2024 fue jurado de la primera edición del Premio Ammodo de Arquitectura.

## Obras más representativas

### Arquitectura
- Casa Sacerdotal Diocesana de Plasencia, Cáceres
- Ojalá Awareness Club, Madrid
- TUPPER HOME, Madrid espana
- Museo Postal de Bogotá, Colombia
- Teddy House, Coruxo (Vigo)
- Mousse City, Stavanger
- Peace Foam City, Ceuta
- Esponja Democrática, Madrid
- Casa en Never Never Land, Ibiza
- Hospedería de los Divertimentos Flotantes, Mallorca
- Rolling House for the Rolling Society, Barcelona
- All Age City, UE
- Sweet Parliament Home, Gwangju, República de Corea
- ESCARAVOX, Matadero Madrid
- COSMO, MoMA Ps1, Nueva York
- Reggio School, el Encinar de los Reyes, Madrid
- TransVector, Paris
- Thyssen-Bornemisza Contemporary Art Ocean Space, Venecia
- RunRunRun, Madrid

### Instalaciones y performances
- Sales Oddity. León de Plata a la Mejor Investigación Bienal de Venecia
- Different Kinds of Water Pouring into a Swimming Pool. RedCat Cal Arts. Los Angeles
- Superpowers of Ten. Al alternative version of Powers of Ten. Triennale de Lisboa, Chicago Architecture Biennale
- Indoors Urbanism. MAK Vienna
- Las arenas de Hänsel y Gretel, La Casa Encendida, Madrid
- Fray Foam Home, Biennale di Venezia
- IKEA Disobedients, Madrid
- IKEA Disobedients, Nueva York
- Courier New, Biennale di Venezia
- Banquete del Litro de Petróleo, Madrid
- Oreka, Fundación Caja Vital-Kutxa
- Sábana Santa de Tromso, Madrid
- Techno-Geisha, Madrid
- Skin Gardens, BAC Feria Internacional de Arte Contemporáneo de Barcelona - GaleríaMAD is MAD de Madrid

### Libros
- "More-than-Human", junto a Marina Otero y Lucia Pietroiusti. Het Nieuwe Instituut, Países Bajos, 2021.[16]
- "Mies y la Gata Niebla. Ensayos sobre arquitectura y cosmopolítica" Puente Editores. Barcelona, 2019
- "Transmaterial Politics". Ministerio de Cultura. Madrid, 2017
- "Calculable-Tranmaterial" Arq Ediciones. Santiago de Chile, 2017
- "Different Kinds of Water Pouring into a Swimming Pool". CalArts. Los Angeles 2015
- "Dulces arenas cotidianas". Lugadero. Sevilla 2014
- "PHANTOM. Mies as Rendered Society. Andrés Jaque / Office for Political Innovation". Con contribuciones de Hans Ulrich Obrist, Beatrice Galilee y Dan Handel. Barcelona 2013
- "Andrés Jaque. Políticas del día a día" Excepto. Madrid 2011
- "ECO-ORDINARY. Codes for everyday practices." Editorial Lampreave/UEM. Madrid 2011.
- "Ciudad. PH05". Ediciones La Fábrica. Madrid 2005.
- "Mélnikov, aparcamiento para 1000 autos, segunda variante. París 1925, Car-park for 1000 vehicles, second variant. Paris 1925". (Ediciones Rueda. Madrid 2004).
- Piensa Madrid, La Casa Encendida. Madrid. 2009[12]
- "Andrés Jaque. Office for Political Innovation". En Blanco, nº 34. Valencia, 2023. ISBN 978-84-123456-7-8.

### Artículos
- "La sábana santa de Tromsø. Etiquetas políticas y manchas de vino". Círculo de Bellas Artes. Madrid. Abril de 2009
- "Parque de la Equidad". El País 30.07.09
- "El arquitecto no es un creador solitario". El País. Babelia 25.04.09
- "Wanna Sleep with Commun People, Nociones de Calidad para una Sociedad Parlamento" (pp.27-33 Arquitectura COAM, Madrid 2007).
- "Arquitectura Parlamento" (Arquitectura COAM, Madrid 2007).
- “Defensa de la intolerancia en las escuelas de arquitectura”. (pp 63-66 Arquitectos. Madrid 2007).
- “Objetos políticos” (pp. 52-61 Fisuras de la cultura contemporánea. n.13 Madrid enero de 2006).
- “Políticas del Daily Life. Siempre es verano en la Teddy House” (pp. 22-27 Pasajes de arquitectura y crítica. n.69 Madrid septiembre de 2005).
- “Objeto transparente o tarde de pic-nic con una techno-gheisa” (pp.1,44-47 Pasajes de arquitectura y crítica. n.66 Madrid marzo de 2005).
- “12 acciones para transparentar la Cidade da Cultura de Galicia de Peter Eisenman” (pp.26-29 Pasajes de arquitectura y crítica. n.66 Madrid marzo de 2005).
- “Arquitectura para verdear, arquitectura para ecologizar” (pp. 62-63, Arquitectos n.º 171, Madrid, 2004).
- “Realismo Obstinado, o ¿qué quedó de la modernidad en la era del big-brother?” en Borrego, Montenegro y Toro: MTM arquitectos. (pp. 2-8, Ed. Fundación COAM. Madrid, 2005).
- “La Arquitectura ha Salido de los Estudios” en Cantís, Ariadna: Panorama Emergente Iberoamericano, Catálogo de la exposición Panorama Emergente Iberoamericano, IV Bienal Iberoamericana de Arquitectura, Lima 2004 (pp.74-83 Ministerio de la Vivienda, Madrid 2004). [publicado posteriormente en p.84 Arquitectos n.172 Madrid 2004]
- “Online Aktienmarkt” (p.38 Bauwelt n.15-16 de abril de 2004).
- “Otto” (pp.83-97 Oeste n.14 Madrid 2001).